# Orloj v Krásném Lese

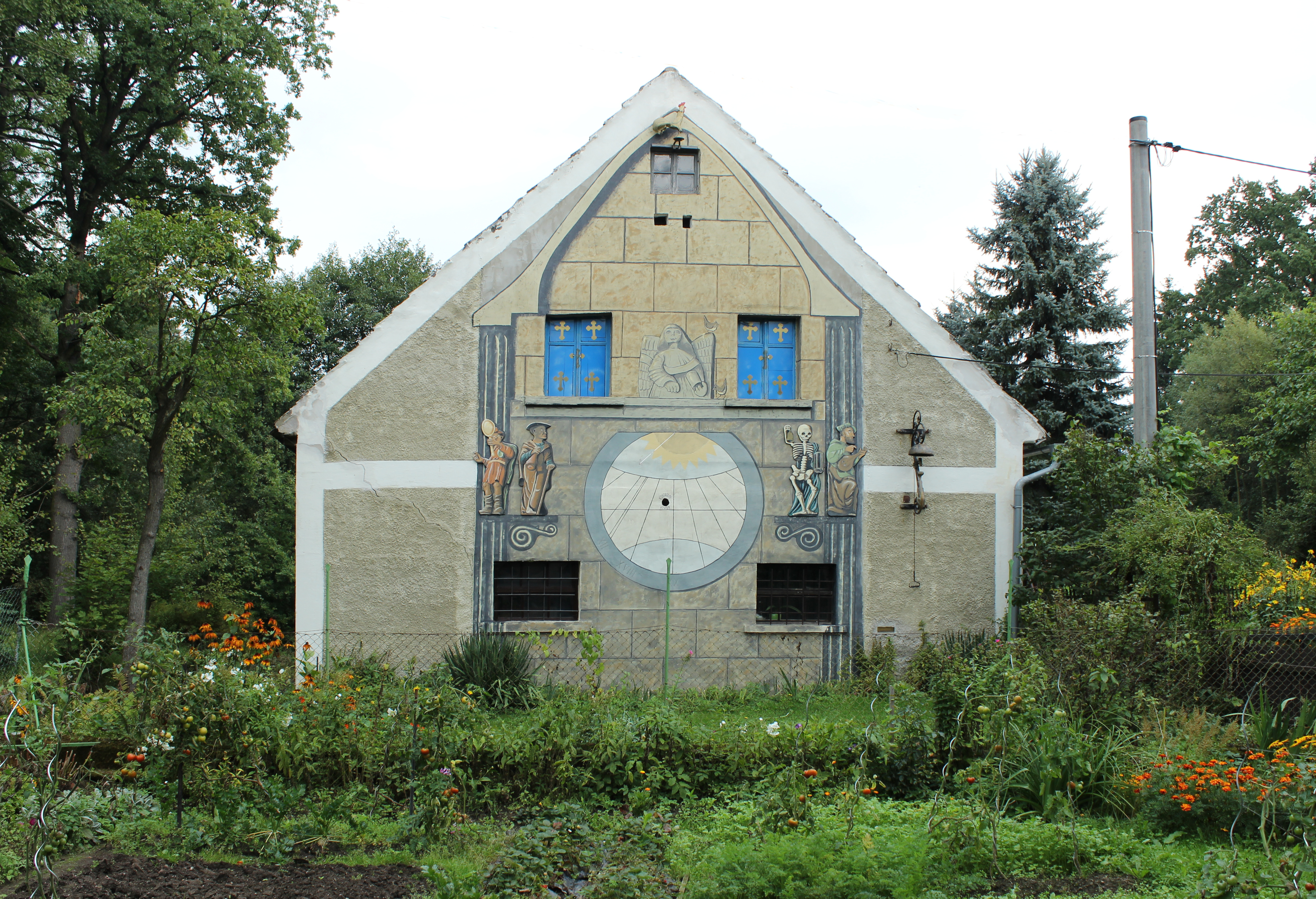
Orloj v Krásném Lese

Orloj v Krásném Lese je společenská událost, která se koná pravidelně na Boží Hod vánoční (25. prosince) vždy v poledne v obci Krásný Les ve Frýdlantském výběžku v okrese Liberec. První ročník této akce se uskutečnil v prosinci roku 2008.
Boční stěna stodoly někdejšího vodního mlýna (dům evidenční číslo 14), která má ve štítě dvě okna, je pomalovaná tak, aby vypadala podobně jako pohled na Staroměstský orloj v Praze. Malbu vytvořila během jara a léta 2008 skupina přátel sdružená ve spolku SPUNT Liberec (název vznikl zkrácením Spolek pro uvítání nového tisíciletí). Tímto způsobem totiž chtěli podarovat svého přítele Ladislava Hanzlíka, jenž je fanouškem hodinářské historie a sběratelem starých hodin. Před začátkem úprav vnější stěny krásnoleské stodoly na ni nejprve z lešení nanesli stěrku, kterou pak posléze začali pomalovávat, aby vypadala jako pražský vzor, byť je do ní vnesena i invence malířů. Autorem výtvarné podoby byl místní amatérský výtvarník Martin Šelbický. Kovové části orloje, mezi něž se řadí zvon či gnómon slunečních hodin, vytvořili umělečtí kováři Martin Gräger a Jan Nikendey.
Během produkce orloje se okénka ve štítě stodoly otevřou a za nimi, podobně jako v jeho pražském vzoru, procházejí apoštolové, kteří jsou zde ovšem ztvárněni živými lidmi. Premiérové představení se konalo u příležitosti narozenin oslavence a další hned téhož roku (2008) na Boží Hod vánoční. Od té doby se pravidelně jednou ročně, vždy 25. prosince v pravé poledne, uskutečňuje představení orloje.